# Campionati mondiali di judo maschile 1969
I Campionati mondiali di judo 1969 si sono svolti al Palacio de los Deportes di Città del Messico, in Messico, dal 23 al 25 ottobre 1969.

## Risultati
| Evento | Oro                 | Argento         | Bronzo                               |
| -63 kg | Yoshio Sonoda       | Toyokazu Nomura | Kim Sang-Chul Sergey Suslin          |
| -70 kg | Hiroshi Minatoya    | Yoshimitsu Kono | Kim Chil-Bok David Rudman            |
| -80 kg | Isamu Sonoda        | Katsuya Hirao   | Oh Seung-Lip Martin Poglajen         |
| -93 kg | Fumio Sasahara      | Peter Herrmann  | Tomoyuki Kawabata Vladimir Pokatayev |
| +93 kg | Shuji Suma          | Klaus Glahn     | Mitsuo Matsunaga Givi Onashvili      |
| Open   | Masatoshi Shinomaki | Wim Ruska       | Ernst Eugster Nobuyuki Sato          |

### Medagliere
| Posizione | Paese            | Oro | Argento | Bronzo | Totale |
| --------- | ---------------- | --- | ------- | ------ | ------ |
| 1         | Giappone         | 6   | 3       | 3      | 12     |
| 2         | Germania Ovest   | 0   | 2       | 0      | 2      |
| 3         | Paesi Bassi      | 0   | 1       | 2      | 3      |
| 4         | Unione Sovietica | 0   | 0       | 4      | 4      |
| 5         | Corea del Sud    | 0   | 0       | 3      | 3      |
|           | Totale           | 6   | 6       | 12     | 24     |